# Liste des préfets du Doubs

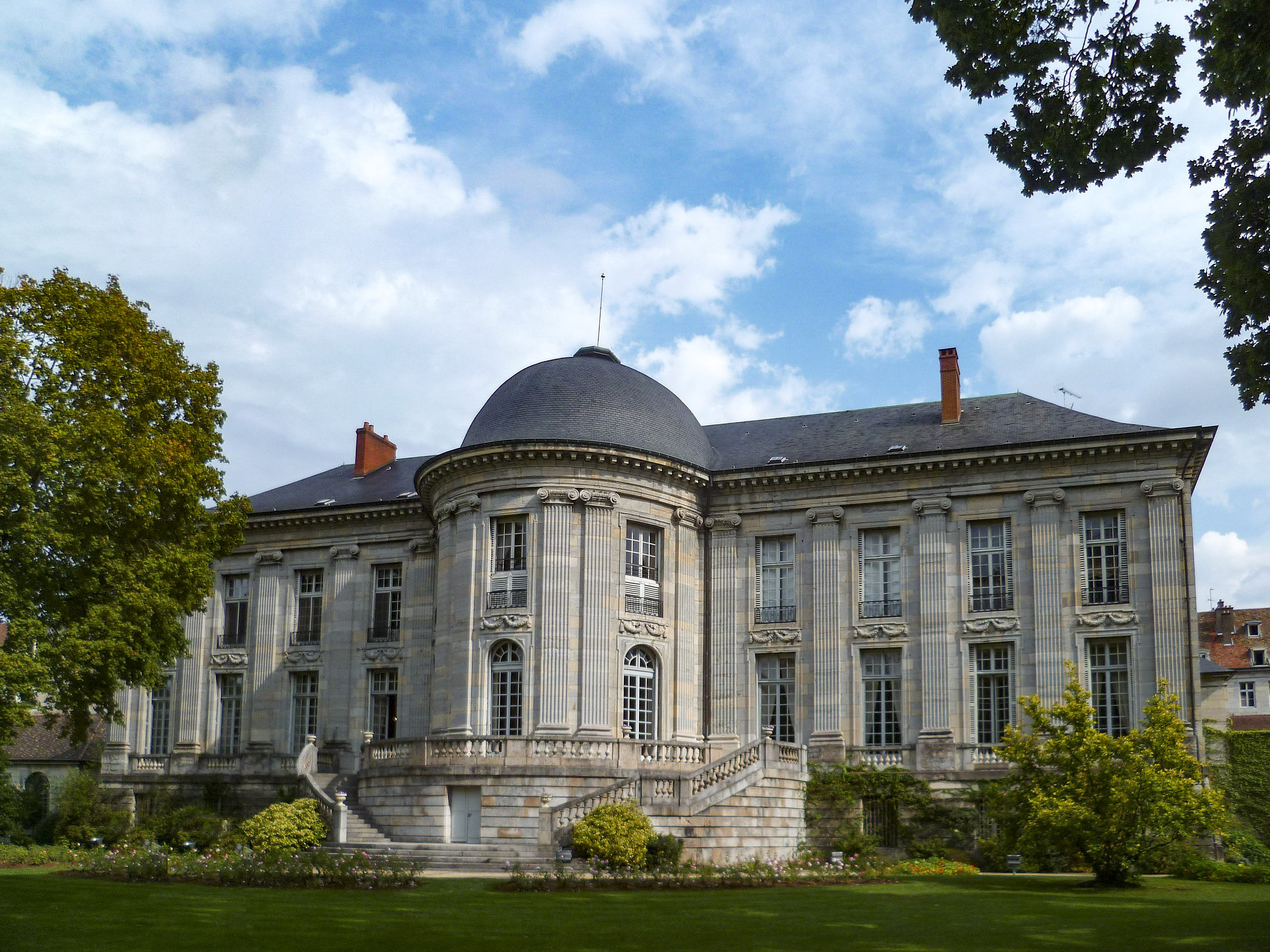
La préfecture du Doubs à Besançon.

Cet article recense, par ordre chronologique, les hauts fonctionnaires qui ont occupé le poste de préfet du Doubs. Le siège de la préfecture est à Besançon.

## Liste des préfets

### Préfets duConsulatet duPremier Empire(1800-1814)
| Période                         | Période                       | Identité                    | Fonction précédente                                                                      | Observation                                                                               |
| ------------------------------- | ----------------------------- | --------------------------- | ---------------------------------------------------------------------------------------- | ----------------------------------------------------------------------------------------- |
| 11 ventôse an VIII 2 mars 1800  | 2 mars 1800                   | Jean Antoine Gaudin Gallois | Membre de l'Assemblée législative Membre du Conseil des Cinq-Cents, Membre du Tribunat   | Non acceptant. Député au Corps législatif                                                 |
| 18 ventôse an VIII 9 mars 1800  | 9 mars 1800                   | Pierre Barris               | Juge au tribunal de cassation.                                                           | Non acceptant.                                                                            |
| 8 germinal an VIII 29 mars 1800 | 29 mars 1800                  | Jean Nicolas Laloy          | Préfet de l'Aube                                                                         | Nommé conseiller de préfecture de la Haute-Marne, meurt en fonction                       |
| 6 floréal an VIII 26 avril 1800 | 26 avril 1800                 | Claude Bouvier              | Président de l'administration centrale du Jura                                           | Membre du corps législatif du Jura                                                        |
| 15 floréal an VIII 5 mai 1800   | 9 floréal an IX 29 avril 1801 | Antoine Marsson             | Commissaire du directoire exécutif près l'administration centrale de la Loire-Inférieure | Nommé commissaire aux relations commerciales à Palerme                                    |
| 9 floréal an IX 29 avril 1801   | 28 avril 1814                 | Jean Antoine Debry          | Membre du Tribunat                                                                       | Remplacé pendant la Premiere Restauration .Passe à la préfecture du Bas-Rhin (Cent-Jours) |

### Première Restauration(1814-1815)
| Période       | Période      | Identité                           | Fonction précédente                                                                                                  | Observation                                     |
| ------------- | ------------ | ---------------------------------- | --- | ----------------------------------------------- |
| 28 avril 1814 | 22 mars 1815 | Pierre-Georges de Scey-Montbéliard | Émigré et sert aux armées des princes et de Condé Chargé de l'administration du Doubs sous l'occupation autrichienne | Remplacé pendant les Cent-Jours Député de Doubs |

### Cent-Jours(1815)
| Période      | Période        | Identité                                 | Fonction précédente             | Observation                                                                                |
| ------------ | -------------- | ---------------------------------------- | ------------------------------- | ------------------------------------------------------------------------------------------ |
| 22 mars 1815 | 8 juillet 1815 | Claude-Joseph-Parfait Derville-Maléchard | Préfet de la Sarthe (1813-1814) | Révoqué à la fin des Cents-Jours Redevient préfet du Doubs pendant la monarchie de Juillet |

### Seconde Restauration(1815-1830)
| Période           | Période           | Identité                                                  | Fonction précédente                                                                            | Observation |
| ----------------- | ----------------- | --------------------------------------------------------- | ---------------------------------------------------------------------------------------------- | --- |
| 14 juillet 1815   | 28 novembre 1816  | Guillaume Capelle                                         | Préfet de l'Ain (1814-1815)                                                                    | Secrétaire général du ministère de l'intérieur Préfet de Seine-et-Oise (1828-1830) Ministre des Travaux publics                   |
| janvier 1816      | 27 mai 1818       | Pierre-Georges de Scey-Montbéliard                        |                                                                                                | Préfet du Doubs pour la deuxième fois. Député du Doubs en même que préfet.                                                        |
| 27 mai 1818       | 27 mai 1818       | Joseph-Balthazard Siméon                                  | Préfet du Var                                                                                  | Non installé Nommé préfet du Pas-de-Calais                                                                                        |
| 15 juillet 1818   | 30 janvier 1820   | Paul Étienne de Villiers du Terrage                       | Préfet des Pyrénées-Orientales                                                                 | Nommé préfet du Gard |
| 30 janvier 1820   | 19 juillet 1820   | Augustin Choppin d'Arnouville                             | Préfet de l'Isère                                                                              | Père du préfet Henri d'Arnouville Maître des requêtes au conseil d'État Redevient préfet du Doubs pendant la monarchie de Juillet |
| 19 juillet 1820   | 26 juillet 1822   | Paul Sabatier de Lachadenède                              | Préfet de la Charente-Inférieure                                                               | Démissionnaire pour raison de santé                                                                                               |
| 1822              | 1823              | Paul Joseph Jean Baptiste Charles Sabatier de Lachadenède | préfet de la Charente-Inférieure                                                               | Admis à la retraite |
| 14 août 1822      | 8 janvier 1823    | René de Brosses                                           | Préfet de la Haute-Vienne (Première Restauration) Préfet de la Loire-Inférieure (1815-1822)    | Préfet du Rhône (1823-1830) |
| 8 janvier 1823    | 22 janvier 1823   | Jacques de la Grange-Gourdon                              | Préfet de l'Aisne                                                                              | Non installé Confirmé préfet de l'Aisne                                                                                           |
| 22 janvier 1823   | 12 novembre 1828  | Fortunat Jean Marie Milon de Mesne                        | Maître des requêtes au conseil d'État                                                          | Pension |
| 12 novembre 1828  | 1er novembre 1829 | Antoine Éléonor Leclerc de Juigné (1783-1871)             | Préfet du Cantal (1818-1820) Préfet du Cher (1820-1823) Préfet de la Haute-Garonne (1823-1828) | Nommé préfet d'Indre-et-Loire (1829-1830)                                                                                         |
| 1er novembre 1829 | 2 avril 1830      | Christophe Paul de Beaumont                               | Conseiller d'État et Député de la Dordogne                                                     | Nommé préfet des Basses-Pyrénées (1830-1832)                                                                                      |
| 2 avril 1830      | 7 août 1830       | Jules de Calvières                                        | Préfet des Hautes-Pyrénées                                                                     | Non conservé pendant la Monarchie de Juillet                                                                                      |

### Monarchie de Juillet(1830-1848)
| Période          | Période           | Identité                                 | Fonction précédente | Observation                                                            |
| ---------------- | ----------------- | ---------------------------------------- | ------------------- | ---------------------------------------------------------------------- |
| 7 août 1830      | 30 septembre 1831 | Augustin Choppin d'Arnouville            | Préfet de l'Isère   | Préfet du Doubs pour la deuxième fois Nommé préfet du Bas-Rhin         |
| 19 novembre 1831 | 14 juillet 1833   | Claude-Joseph-Parfait Derville-Maléchard | Préfet de Vaucluse  | Préfet du Doubs pour la deuxième fois Nommé préfet de l'Orne           |
| 14 juillet 1833  | 27 février 1848   | Victor Tourangin                         | Préfet de la Sarthe | Révoqué et touche sa pension Nommé préfet du Rhône pour 6 mois en 1849 |

### Deuxième République(1848-1851)
| Période          | Période          | Identité                    | Fonction précédente                               | Observation                             |
| ---------------- | ---------------- | --------------------------- | ------------------------------------------------- | --------------------------------------- |
| mars 1848        | 3 avril 1848     | Charles Faivre d'Audelanges |                                                   | Chassé par la garde nationale           |
| 10 mars 1848     | 2 juin 1848      | Tisserandot                 |                                                   | En tant que Commissaire du gouvernement |
| 11 juillet 1848  | 24 janvier 1849  | Émile Comandré              | Sous-commissaire du gouvernement à Florac         | Nommé préfet de la Lozère               |
| 24 janvier 1849  | 20 novembre 1849 | Claude-Marius Vaïsse        | Directeur général des affaires civiles en Algérie | Nommé préfet du Nord                    |
| 20 novembre 1849 | 7 mars 1851      | Pardeilhan Mezin            | Préfet du Tarn                                    | Nommé préfet de Tarn-et-Garonne         |

### Second Empire(1851-1870)
| Période            | Période          | Identité                          | Fonction précédente       | Observation |
| ------------------ | ---------------- | --------------------------------- | ------------------------- | --- |
| 7 mars 1851        | 30 octobre 1851  | Pierre Marie Pietri               | Préfet de l'Ariège        | Nommé préfet de la Haute-Garonne |
| 3 avril 1851       | 3 avril 1851     | Léonard Rochon de la Peyrouse     | Préfet de la Haute-Marne  | En non activité sur sa demande |
| 1er septembre 1858 | 16 octobre 1865  | Daniel Pastoureau                 | Préfet d'Ille-et-Vilaine  | Nommé préfet de l'Isère |
| 16 octobre 1865    | 28 juillet 1869  | Constantin Arnoux de Maison-Rouge | Préfet du Cantal          | Nommé préfet de la Haute-Vienne |
| 28 juillet 1869    | 31 janvier 1870  | Alfred Demanche                   | Préfet de la Haute-Vienne | Nommé préfet du Cher |
| 31 janvier 1870    | 3 septembre 1870 | Louis Véron de Farincourt         | Préfet de l'Ardèche       | Démissionnaire après la chute de l'Empire Nommé préfet de la Savoie non acceptant en 1877 Gouverneur général de la principauté de Monaco (1886-1895) |

### Troisième République(1870-1940)
| Période          | Période          | Identité                     | Fonction précédente                                                              | Observation                                                                                       |
| ---------------- | ---------------- | ---------------------------- | -------------------------------------------------------------------------------- | ------------------------------------------------------------------------------------------------- |
| 8 septembre 1870 | 21 janvier 1871  | Édouard Ordinaire            | Maire de Besançon                                                                | Retour à la vie privée                                                                            |
| 28 janvier 1871  | 16 avril 1871    | François Regnault            | Maire de Tannay                                                                  | Nommé préfet de la Marne                                                                          |
| 19 décembre 1873 | 21 mars 1876     | Albert Gigot                 | Préfet du Loiret                                                                 | Nommé préfet de Meurthe-et-Moselle                                                                |
| 21 mars 1876     | 3 juillet 1877   | Pierre Cambon                | Inspecteur des enfants assistés de la Seine                                      | Disponibilité sur sa demande Nommé préfet du Nord                                                 |
| 3 juillet 1877   | 18 décembre 1877 | Jean-Baptiste Degrond        | Préfet d'Eure-et-Loir                                                            | Remplacé                                                                                          |
| 18 décembre 1877 | 29 janvier 1878  | Jean Laurent                 | Préfet de la Manche                                                              | Nommé préfet du Calvados                                                                          |
| 29 janvier 1878  | 15 mars 1879     | Eugène Poubelle              | Directeur du Progrès libéral, opposant à Mac-Mahon                               | Nommé préfet des Basses-Pyrénées                                                                  |
| 15 mars 1879     | 15 mars 1879     | Jean Roussel-Despierre       | Préfet de l'Yonne                                                                | Non installé. Nommé préfet de la Dordogne                                                         |
| 3 septembre 1879 | 17 novembre 1880 | Charles Thomson              | Préfet de la Drôme                                                               | Nommé préfet de la Loire Gouverneur de la Cochinchine                                             |
| 17 novembre 1880 | 25 novembre 1883 | Jean Galtier                 | Préfet de l'Aveyron                                                              | Démissionne. Député radical de Lodève                                                             |
| 29 novembre 1883 | 16 avril 1885    | Isaïe Levaillant             | Préfet de la Haute-Savoie                                                        | Nommé directeur de la sûreté générale                                                             |
| 25 avril 1885    | 25 février 1887  | Louis Jabouille              | Préfet de Maine-et-Loire                                                         | Mort en fonction                                                                                  |
| 5 mars 1887      | 13 octobre 1896  | Gustave Graux                | Préfet de la Charente                                                            | Appelé à d'autres fonctions, préfet honoraire. Receveur percepteur du 10e arrondissement de Paris |
| 13 octobre 1896  | 16 juillet 1898  | Henri Goulley                | Préfet de l'Allier                                                               | Nommé préfet de l'Aisne                                                                           |
| 16 juillet 1898  | 5 septembre 1904 | Pierre Roger                 | Préfet de l'Aisne                                                                | Nommé préfet de la Loire-Inférieure                                                               |
| 5 septembre 1904 | 10 juin 1909     | Robert Godefroy              | Préfet de l'Yonne                                                                | Nommé préfet du Loiret                                                                            |
| 10 juin 1909     | 13 août 1918     | Emile Milleteau              | Préfet de l'Aisne                                                                | Nommé directeur de l'asile d'aliénés de la Seine, la Maison Blanche, à Villejuif                  |
| 13 août 1918     | 18 mars 1919     | Charles Pugeault             | Préfet de l'Indre                                                                | Mort en fonction                                                                                  |
| 18 mars 1919     | 23 mai 1919      | Emile Vallette               | À la disposition du président du conseil pour le service d'Alsace et de Lorraine | Nommé préfet des Vosges                                                                           |
| 23 mai 1919      | 13 novembre 1923 | Paul Bacou                   | Préfet du Var maintenu aux armées                                                | À la disposition du ministre de la justice pour le service général d'Alsace et de Lorraine        |
| 15 novembre 1923 | 26 juillet 1925  | Henry Bazin                  | Préfet de la Haute-Marne                                                         | Retraite et préfet honoraire                                                                      |
| 26 juillet 1925  | 13 octobre 1925  | Roger Nepoty                 | Délégué en tant que directeur de cabinet du Ministre de l'Intérieur Louis Malvy  | Nommé directeur de l'assistance et de l'hygiène au ministère du travail                           |
| 13 octobre 1925  | 11 mai 1934      | Raoul Fauran                 | Préfet de la Corrèze                                                             | Retraite et préfet honoraire                                                                      |
| 19 mai 1934      | 19 octobre 1937  | Louis de Peretti della Rocca | Préfet de l'Aube                                                                 | Nommé préfet du Calvados                                                                          |
| 19 octobre 1937  | 19 octobre 1937  | Roger Dutruch                | Sous-préfet de Brive                                                             | Non installé. Détaché auprès du ministre des affaires étrangères                                  |
| 19 octobre 1937  | 20 août 1940     | Alfred Hontebeyrie           | Secrétaire général adjoint de la résidence générale de France à Tunis            | Nommé préfet de la Côte-d'Or                                                                      |

### Regime de Vichysous l'Occupation (1940-1944)
| Période      | Période          | Identité     | Fonction précédente    | Observation                                                                                                |
| ------------ | ---------------- | ------------ | ---------------------- | --- |
| 20 août 1940 | 27 mars 1943     | René Linares | Sous-préfet de Saintes | Nommé préfet de la Somme. Retraite d'office en 1945.                                                       |
| 27 mars 1943 | 17 novembre 1944 | Henry Soum   | Préfet délégué à Dijon | Relevé de ses fonctions et en expectative. Détaché comme inspecteur général de l'administration en Algérie |

### GPRFetQuatrième République(1944-1958)
| Période          | Période          | Identité        | Fonction précédente                                                        | Observation                                                                       |
| ---------------- | ---------------- | --------------- | -------------------------------------------------------------------------- | --------------------------------------------------------------------------------- |
| 18 novembre 1944 | 14 février 1948  | Pierre Dumont   | Adjoint au directeur général du logement de la région de Clermont-Ferrand  | Statut de préfet délégué dans ses fonctions. Nommé préfet des Pyrénées-Orientales |
| 14 février 1948  | 26 juillet 1950  | Louis Ottaviani | Préfet des Pyrénées-Orientales délégué dans les fonctions                  | Nommé préfet du Var                                                               |
| 26 juillet 1950  | 14 novembre 1951 | Bernard Lecornu | Emprisonné à Fresnes pendant la guerre Préfet des Hautes-Alpes (1946-1950) | Nommé préfet de Constantine                                                       |
| 7 décembre 1951  | 23 juillet 1956  | Jean Laffont    | Préfet d'Eure-et-Loir                                                      | Nommé préfet de la Haute-Vienne en 1959                                           |

### Cinquième République (1958-2018)
| Période           | Période          | Identité               | Fonction précédente                                                                  | Observation |
| ----------------- | ---------------- | ---------------------- | ------------------------------------------------------------------------------------ | --- |
| 23 juillet 1956   | 14 mars 1964     | Roger Bonnaud-Delamare | Préfet de l'Aisne                                                                    | Premier préfet de la région Franche-Comté, a choisi d'être hors-cadre pour diriger un IUT à Paris. Conseiller pour la création de l'ENA dont il présida le concours plusieurs années. |
| 14 mars 1964      | 3 août 1968      | Bernard Vaugon         | Préfet du Gard                                                                       | Nommé préfet de la région Languedoc-Roussillon et de l'Hérault |
| 3 août 1968       | 9 septembre 1971 | André Chadeau          | Directeur adjoint du cabinet du ministre de l'Intérieur Christian Fouchet            | Conseiller technique au cabinet du Premier ministre Jacques Chaban-Delmas |
| 9 septembre 1971  | 28 octobre 1975  | Charles Schmitt        | Directeur adjoint du cabinet du ministre de l'Intérieur Raymond Marcellin            | Nommé hors cadre, à la disposition du Secrétaire d'Etat aux DOM-TOM |
| 28 octobre 1975   | 25 avril 1977    | Pierre Beziau          | Préfet du Maine-et-Loire                                                             | Congé spécial sur sa demande, puis retraite |
| 25 avril 1977     | 31 décembre 1980 | Michel Denieul         | Directeur de cabinet du ministre de l'éducation Alain Peyrefitte                     | Nommé directeur général de la marine marchande |
| 31 décembre 1980  | 16 juillet 1981  | Jean Busnel            | Préfet de l'Allier                                                                   | Nommé hors cadre, en congé special |
| 16 juillet 1981   | 25 novembre 1985 | Jean Amet              | Préfet de la Seine-Saint-Denis                                                       | Nommé préfet de la région Basse-Normandie et du Calvados |
| 25 novembre 1985  | 23 octobre 1986  | Maurice Theys          | Préfet du Val-de-Marne                                                               | Nommé préfet de la région Champagne-Ardenne, préfet de la Marne |
| 23 octobre 1986   |                  | Claude Silberzahn      |                                                                                      | |
| 17 avril 1989     | 13 juin 1991     | Georges Peyronne       |                                                                                      | Nommé préfet de la région Bourgogne, préfet de la Côte-d'Or |
| 10 juillet 1991   | 31 août 1995     | Jean-Louis Dufeigneux  | Préfet de l'Essonne                                                                  | Nommé préfet de la région Picardie, préfet de la Somme |
| 31 août 1995      | 13 février 1997  | François Lépine        |                                                                                      | Nommé préfet de la région Haute-Normandie, préfet de la Seine-Maritime |
| 13 février 1997   | 22 janvier 1998  | Daniel Constantin      |                                                                                      | Nommé préfet de la région Languedoc-Roussillon, préfet de l'Hérault |
| 22 janvier 1998   | 21 juin 2000     | Claude Guéant          | Directeur général de la police nationale                                             | Nommé préfet de la région Bretagne, préfet d'Ille-et-Vilaine |
| 21 juin 2000      | 15 mai 2003      | Alain Gehin            | Préfet de l'Oise                                                                     | Nommé préfet de la région Aquitaine, préfet de la Gironde |
| 15 mai 2003       | 21 juin 2007     | Jean-Marc Rebière      | Préfet des Hauts-de-Seine                                                            | Nommé préfet de la région Alsace, préfet du Bas-Rhin |
| 21 juin 2007      | 8 avril 2010     | Jacques Barthélemy     | Préfet de Seine-et-Marne                                                             | Nommé hors cadre |
| 8 avril 2010      | 25 novembre 2010 | Nacer Meddah           | Préfet de la Seine-Saint-Denis                                                       | |
| 25 novembre 2010  | 25 novembre 2012 | Christian Decharrière  | Directeur de cabinet d'Éric Besson, Ministre de l'immigration                        | |
| 26 novembre 2012  | 15 juillet 2015  | Stéphane Fratacci      | Conseiller d'Etat, secrétaire général à l'immigration et à l'intégration             | Nommé préfet de la région Alsace, préfet du Bas-Rhin |
| 15 juillet 2015   | 21 août 2018     | Raphaël Bartolt        | Préfet de Meurthe-et-Moselle                                                         | Le préfet du Doubs n'est plus préfet de la région Franche-Comté à partir du 17 décembre 2015. A fait valoir ses droits à la retraite.                                                 |
| 24 septembre 2018 | 19 mai 2021      | Joël Mathurin          | Préfet de la Nièvre                                                                  | Nommé préfet du Morbihan |
| 23 juin 2021      | 12 janvier 2024  | Jean-François Colombet | Préfet de Mayotte                                                                    | En attente de nouvelles fonctions |
| 12 janvier 2024   | -                | Rémi Bastille          | Directeur adjoint par intérim du cabinet du ministre de l'intérieur et des outre-mer | - |